# Kompaniefeldwebeltrupp
Der Kompaniefeldwebeltrupp (KpFwTrp),  bei Artillerie und Flugabwehrtruppe: Batteriefeldwebeltrupp (BttrFwTrp), ist in der Bundeswehr eine Teileinheit einer Kompanie bzw. vergleichbarer Einheiten im Heer und der Streitkräftebasis. Zusammen mit dem Kompanietrupp bildet er den Kern der Kompanieführungsgruppe (KpFüGrp).

## Aufgabe
Der Kompaniefeldwebeltrupp unterstützte den Einheitsführer (Kompaniechef) in allen administrativen Angelegenheiten. Sofern keine gesonderten Teileinheiten für Technische und Versorgungsdienste in der Einheit existieren, nahm bzw. nimmt er mit entsprechendem Fachpersonal auch deren Aufgaben wahr.
Während der Kompanietrupp den Kompaniegefechtsstand oft nahe am Feind einrichtet, wird der Kompaniefeldwebeltrupp meist weiter vom Feind entfernt und räumlich eng an den Rückwärtigen Gefechtsstand und die Versorgungskräfte des übergeordneten Verbandes, z. B. eines Bataillons, angelehnt. In rückwärtigen Gebieten wird er oft auch an den eigenen Kompaniegefechtsstand angelehnt; bei räumlich weit auseinander dislozierten Einheiten kann der Kompaniefeldwebeltrupp auch einzeln eingesetzt sein. Ist er nicht an Versorgungskräfte des übergeordneten Verbandes angelehnt, bildet er den Verteilerpunkt für Versorgungsgüter der Einheit. Der Kompaniefeldwebeltrupp führt auf Lkw(s) das Gepäck aller Soldaten und ggf. alles nicht an andere Teileinheiten ausgegebene Material der Einheit mit.

## Personal
In verschiedenen Heeresstrukturen gehörten dem Komaniefeldwebeltrupp an:
- Kompaniefeldwebel (KpFw), ist verantwortlich für:
  - den Schrift- und Geschäftsverkehr der Einheit;
  - die Führung der Personalunterlagen;
  - die Bearbeitung von Vorschlägen für Beförderungen und Auszeichnungen, sowie von Urlaub;
  - die Abholung bei der Küche und Ausgabe der Verpflegung an die Soldaten, sowie die Verteilung von Marketenderwaren;
  - die Gräberregistrierungs- und Bestattungsberichte bei Notbestattung von gefallenen und verstorbenen Soldaten;
  - das Sicherstellen und Weiterleiten des persönlichen Nachlasses gefallener und verstorbener Soldaten an die Hinterbliebenen.
- Rechnungsführer (Refü):
  - verwaltet die Nebenzahlstelle der Einheit, empfängt Bargeld und zahlt es an Angehörige der Einheit aus, rechnet Marketenderwaren ab;
  - fertigt Belege für Gebührnisse aus, belehrt und berät die Soldaten über Beihilfen und Unterstützungen;
  - führt die Verpflegungsstrichliste und stellt Verpflegungsmeldungen/Änderungsmeldungen zusammen.
- Stabsdienstunteroffizier (StDstUffz) bzw. Personalunteroffizier/-feldwebel (PersUffz/PersFw), als Gehilfe des Kompaniefeldwebels:
  - führen Personalunterlagen, die Urlaubskartei, Termin- und Ausbildungsübersichten;
  - bearbeiten das personelle Meldewesen und (Feld-)Postangelegenheiten;
  - wirken mit bei Schrift- und Geschäftsverkehr, Aktenführung, Bestattungsberichten.
- Schirrmeister (Schirrm):
  - verantwortlich für die technische Einsatzbereitschaft des Materials (ausgenommen Sanitätsmaterial und Bekleidung);
  - überwacht die Materialerhaltung an Kraftfahrzeugen;
  - leitet Instandsetzungen von Kraftfahrzeugen ein;
  - organisiert und überwacht den Betrieb der Kraftfahrzeuge;
  - setzt ggf. unterstellte Instandsetzungskräfte (z. B. Wartungstrupp) ein.
- Waffen- und Geräteunteroffizier (WuG), zugleich ABC-Abwehr-Unteroffizier (ABCAbwUffz):
  - betreibt die Waffenkammer und führt Geräteübersichten;
  - überwacht die Materialerhaltung allen Gerätes (ausgenommen Sanitätsmaterial, Fernmeldematerial und Fahrzeuge einschl. Zubehör);
  - verwaltet und ergänzt den Handvorrat an Verbrauchsgütern;
  - fordert Einzelverbrauchsgüter für die Pflege und Wartung von Gerät an;
  - wirkt mit bei Zustandsprüfungen, Schadensberichten, Gerätelagemeldungen, Aussonderungssanträgen für nicht mehr verwendbares Gerät und führt ggf. Formänderungen am Material durch;
  - unterstützt den ABC-Abwehrfeldwebel der Einheit (Kompanietruppführer), führt die ABC-Abwehrtrupps bei geschlossenem Einsatz, richtet den ABC-Abwehrpunkt ein und betreibt ihn, liest die Strahlendosimeter ab und meldet die Werte dem übergeordneten Verband.
- Versorgungsdienstunteroffizier/-feldwebel (VDU/VDF), auch Nachschubdienstfeldwebel, heute bezeichnet als Materialbewirtschaftungsfeldwebel:
  - nimmt die Aufgaben des WuG wahr, jedoch ohne die Funktion des ABC-Abwehr-Unteroffiziers;
  - zusätzlich:
    - führt Übersichten über die logistische Lage der Einheit und informiert laufend den Einheitsführer;
    - fordert Mengenverbrauchsgüter (z. B. Munition und Betriebsstoffe) an;
    - führt Materialübersichten über instandsetzbare Nichtverbrauchsgüter (z. B. Großgerät, Waffen) und fordert Ersatz für fehlendes Material an;
- Stabsdienstsoldat(en) (StdDstSdt), als Gehilfe(n) der Unteroffiziere/Feldwebel des Kompanietrupps.
- Instandsetzungssoldat(en) und -unteroffiziere (InstSdt/InstUffz), als Gehilfen des Schirrmeisters.
- Gerätewart(e) (GerWart), als Gehilfen des WuG bzw. VDU/VDF, heute als Materialbewirtschaftungssoldat/-unteroffizier bezeichnet.
- Kraftfahrer (Kf), meist in Zweitfunktion, z. B. eines Stabsdienstsoldaten oder Gerätewartes.

Dagegen gehörte der Versorgungsunteroffizier (VU) nicht zum Kompaniefeldwebeltrupp, sondern vielmehr zum Kompanietrupp.

## Geschichtliche Entwicklung

### Heeresstruktur 3 (1970–79)
In der Heeresstruktur 3 bestand der Kompaniefeldwebeltrupp üblicherweise aus acht Soldaten:
- dem Kompaniefeldwebel
- dem Rechnungsführer
- dem Stabsdienstunteroffizier, als Kraftfahrer A oft zugleich auch Kradmelder zum Überbringen besonders wichtiger Meldungen
- dem Stabsdienstsoldaten, Kraftfahrer des Pkws des Kompaniefeldwebels/Rechnungsführers
- dem Waffen- und Geräteunteroffizier
- dem Gerätewart, Kraftfahrer CE des Lkws des Waffen- und Geräteunteroffiziers und für Gepäck
- dem Schirrmeister
- dem/den Instandsetzungssoldaten im Wartungstrupp, u. a. Kraftfahrer des PKws des Schirmmeisters
- ggf. weiterem Personal je nach Größe und Ausrüstung der Einheit.

### Heeresstruktur 4 (1980–89)
In der Heeresstruktur 4 wurden die Einheiten und damit auch die Bataillone kleiner, aber zahlreicher. Dies führte auch im Kompaniefeldwebeltrupp zu Veränderungen:
- Die Schirrmeister der Einheiten fielen weg, es verblieb ein einziger Schirrmeisters des übergeordneten Verbandes. Sie verblieben zwar in selbstständigen Einheiten (die keinem Verband, sondern direkt einem Großverband unterstehen, z. B. einer Brigade), jedoch nicht im Kompaniefeldwebeltrupp, sondern als Führer der Instandsetzungsdienste der Einheit (Instandsetzungsgruppe). Mit ihnen verließen auch die Instandsetzungsoldaten/-unteroffiziere und der Pkw des Schirrmeisters den Kompaniefeldwebeltrupp.
- Die Rechnungsführer der Einheiten wurden in der Truppenverwaltung des Bataillonsstabes zusammengezogen, in den selbständigen Einheiten verblieben sie jedoch im Kompaniefeldwebeltrupp.
- Die Stabsdienstunteroffiziere der Einheiten wurden in der S1-Abteilungen des übergeordneten Verbandes zusammengezogen, in den selbständigen Einheiten verblieben sie jedoch im Kompaniefeldwebeltrupp.
- Die Versorgungsunteroffiziere im Kompanietrupp der Einheiten fielen weg, ihre Aufgaben wurden den Waffen- und Geräteunteroffizieren im Kompaniefeldwebeltrupp übertragen, die danach die Bezeichnung Versorgungsdienstunteroffizier/-feldwebel führten. In selbstständigen Einheiten verblieben sie, jedoch nicht im Kompaniefeldwebeltrupp, sondern ausgegliedert als Führer der Versorgungsdienste der Einheit (Versorgungsgruppe) unter der Bezeichnung Truppenversorgungsbearbeiter (TVB). Im Kompaniefeldwebeltrupp der selbstständigen Einheiten verblieb jedoch der Kraftfahrer mit dem Lkw für das Gepäck als Stabsdienstsoldat; dagegen wurde das nicht ausgegebene Gerät einschl. Waffen vom Materialtrupp der Versorgungsgruppe transportiert.

Der Kompaniefeldwebeltrupp einer nicht-selbständigen, also verbandsangehörigen Einheit bestand daher typischerweise aus drei bis vier Soldaten:
- dem Kompaniefeldwebel
- dem Versorgungsdienstunteroffizier/-feldwebel
- dem Gerätewart, zugleich Kraftfahrer des Lkws für Waffen, Gerät, Ausrüstung und Gepäck
- ggf. einem dem Stabsdienstsoldaten, zugleich Kraftfahrer des Fahrzeugs des Kompaniefeldwebels, wo vorhanden; andernfalls musste der Kompaniefeldwebel auf Stabsdienstsoldaten und Kraftfahrzeuge des Kompanietrupps zurückgreifen, z. B.:
  - in Jägerkompanien auf Kraftfahrer und Lkw des Kompanietrupps (vgl. das Bild STAN-Auszug bei Kompanieführungsgruppe);
  - in Panzerkompanien auf Kraftfahrer und Pkw des Kompaniechefs.

Der Kompaniefeldwebeltrupp einer selbständigen Einheit (nachweispflichtige Dienststelle) bestand typischerweise aus fünf Soldaten:
- dem Kompaniefeldwebel
- dem Rechnungsführerfeldwebel
- dem Stabsdienstunteroffizier
- dem Stabsdienstsoldaten, zugleich Kraftfahrer des Fahrzeugs des Kompaniefeldwebels
- dem Stabsdienstsoldaten, zugleich Kraftfahrer des Lkws für das Gepäck der Soldaten.

### Weitere Strukturen 1990 bis 2000
In der Heeresstruktur 5 und Heeresstruktur 5 (N), sowie in der Struktur Neues Heer für neue Aufgaben blieben die Kompaniefeldwebeltrupps im Wesentlichen unverändert.

### Heer der Zukunft 2000 bis 2006
Im Zuge der Transformation der Bundeswehr und der Transformation des Heeres mit der Struktur Heer der Zukunft ab Anfang der 2000er Jahre wurde die Unteroffizierlaufbahn in den Truppendienst und den Allgemeinen Fachdienst aufgespalten; die neue Laufbahngruppe der Unteroffiziere [ohne Portepee] des Allgemeinen Fachdienstes (Fachunteroffiziere) erlaubte es nun, Soldaten auf Zeit mit einem für eine Fachverwendung qualifizierenden Berufsabschluss besser zu bezahlen: nämlich anstatt Einstellung als Schütze (Besoldungsgruppe A3) und einem Aufstieg nach vier Jahren bis zum Oberstabsgefreiten (A5EZ) nun eine Einstellung als Unteroffizier (A5M) oder sogar als Stabsunteroffizier (A6) und ein Aufstieg auf dem Dienstposten bis Besoldungsgruppe A7, also genauso wie im übrigen öffentlichen Dienst schon viel länger üblich. Allerdings hatte das auch zur Folge, dass die im  Truppendienstes verbleibenden Unteroffiziere/Stabsunteroffiziere nun in die Laufbahngruppe der Unteroffiziere mit Portepee, d. h. zum Feldwebel (A7)/Oberfeldwebel (A7Z) gehoben wurden; auch hier also eine Rangerhöhung und Einkommensverbesserung.
Zudem mussten in den Jahren 2000/2001 umfangreiche Kräfte des Heeres an die neu aufgestellten Organisationsbereiche Streitkräftebasis und Zentraler Sanitätsdienst abgegeben werden.
Beides hatte erhebliche Auswirkungen auf das Heer: Die Höherdotierungen der Dienstposten mussten umgesetzt werden und um bestimmte Dienstposten und Teileinheiten (auch quantitativ) im Heer zu halten, wurden umfangreiche administrative und logistische Anteile der Stabs- und Versorgungskompanien in die nicht-selbstständigen Einheiten abgeschichtet:
- Die Schirrmeister der Einheiten mit ihren Kraftfahrern und Pkws wurden wieder eingeführt (wie in selbstständigen Einheiten). Allerdings traten sie hier nicht wieder zu den Kompaniefeldwebeltrupps, sondern wurden neue Teileinheiten Technischer Trupp auf Einheitsebene. Ihnen wurde aus der Stabs- und Versorgungskompanie jeweils ein Wartungstrupp unterstellt, jetzt allerdings unter der Bezeichnung Gefechtsschadeninstandsetzungs- und Wartungstrupp (GSI/WtgTrp); beide bildeten die Technische Gruppe der nicht-selbsständigen Einheit in Stärke von 5 Soldaten. Bei Einheiten mit gepanzerten Radfahrzeugen wurden zusätzlich je ein Kranfahrzeug, bei Einheiten mit gepanzerten Kettenfahrzeugen je ein Bergepanzer als Abschleppfahrzeug hinzugefügt und als Bergetrupp bezeichnet; die Stärke der Technischen Gruppe stieg hier auf sieben bzw. acht/neun Soldaten.
- Die Rechnungsführerfeldwebel wurden wieder auf die Einheiten verteilt, je einer in die Kompaniefeldwebeltrupps (wie in selbstständigen Einheiten).
- Die Stabsdienstunteroffiziere wurden wieder auf die Einheiten verteilt, je einer in die Kompaniefeldwebeltrupps (wie in selbstständigen Einheiten), allerdings nun als Fachunteroffizier mit der Bezeichnung Personalunteroffizier.
- Die Feldküchentrupps (zwei Fachunteroffziere Feldkoch und ein Mannschaftsdienstgrad Verpflegungswart/Kraftfahrer CE) wurden aus den Stabs- und Versorgungskompanien auf die Einheiten verteilt, einer pro Einheit (wie in selbstständigen Einheiten). Dies hatte hier zur Folge, dass die Versorgungsdienstunteroffiziere/-feldwebel, die Gerätewarte/Kraftfahrer und die Lkw für Waffen, Ausrüstung und Gerät aus den Kompaniefeldwebeltrupps ausgegliedert und neue Teileinheiten Versorgungstrupp auf der Einheitsebene wurden. Diesen Versorgungstrupps wurden die Feldküchentrupps unterstellt; zusammen bildeten sie die Versorgungsgruppe der nicht-selbständigen Einheit in Stärke von fünf Soldaten.
- Zum Transport des Gepäcks in den Kompaniefeldwebeltrupps wurde daraufhin ein zusätzlicher Lkw mit einem Stabsdienstunteroffizier (Fachunteroffizier) als Kraftfahrer zugeteilt.

Der Kompaniefeldwebeltrupp einer nicht-selbständigen, also verbandsangehörigen Einheit bestand daher typischerweise aus vier, ggf. fünf Soldaten:
- dem Kompaniefeldwebel (Feldwebel des Truppendienstes)
- dem Rechnungsführer (Feldwebel des allgemeinen Fachdienstes)
- dem Stabsdienstunteroffizier (Fachunteroffizier), ggf. zugleich Kraftfahrer des Fahrzeugs des Kompaniefeldwebels
- dem Personalunteroffizier (Fachunteroffizier), zugleich Kraftfahrer des Lkws für das Gepäck der Soldaten
- ggf. ein zusätzlicher Stabsdienstsoldat

Der Kompaniefeldwebeltrupp einer selbständigen Einheit (nachweispflichtige Dienststelle) war grundsätzlich genauso aufgebaut; der Unterschied zur nicht-selbständigen Einheit lag lediglich in Gliederung und Stärke der Versorgungsgruppe und der Technischen Gruppe.

### Neues Heer/Heer 2010 (2006 bis 2011)
Nach der Konsolidierung der Aufgaben und Personalstärken der Streitkräftebasis und des Heeres konnten mit der Struktur Neues Heer/Heer 2010 die Maßnahmen wieder rückgängig gemacht werden, die zum quantitativen Erhalt von Dienstposten und Teileinheiten vorgenommen worden waren. Außerdem wurde nun ein strenger Maßstab an die Ausbringung von Fachunteroffizieren angelegt, die jetzt viel enger an berufliche Qualifikationen für Dienstposten geknüpft wurden, was bei Unteroffizieren ohne Portepee  (A6/A7) in Führungsfunktionen entweder zur Heraufstufung des Dienstpostens zum Feldwebel des Truppendiensts (A7/A7Z) oder zur Herabstufung zum Oberstabsgefreiten (A5EZ) führte, ohne eine Führungsfunktion jedoch Herabstufung des Dienstpostens auf Schütze (A3) bis Stabsgefreiter (A5E) bedeutete.
Für die nicht-selbständigen Einheiten bedeute dies:
- die Rechnungsführerfeldwebel wurden wieder in der Truppenverwaltung des Stabes des übergeordneten Verbandes zusammengezogen, die Truppenverwaltungen wurden jedoch ab 2007 aus den Verbänden herausgelöst und mit den damaligen Standortverwaltungen (StOV) zu den neuen Bundeswehr-Dienstleistungszentren (BwDLZ) fusioniert; dies traf auch die Rechnungsführer in selbstständigen Einheiten. Der Wegfall der Rechnungsführer wurde im Kompanietrupp in der Regel durch Hinzufügen eines Stabsdienstsoldaten kompensiert.
- Die Feldküchentrupps wurden wieder in den Stabs- und Versorgungskompanien zusammengeführt. Die zurückbleibenden Versorgungstrupps wurden jetzt jedoch nicht wieder in die Kompaniefeldwebeltrupps eingegliedert, sondern traten neben den Kompanietrupp und den Kompaniefeldwebeltrupp als Teileinheit zur Kompanieführungsgruppe.
- Die Gefechtsschadeninstandsetzungs-/Wartungstrupps sowie die Bergetrupps wurden wieder in den Stabs- und Versorgungskompanien zusammengeführt. Die zurückbleibenden Technischen Trupps mit dem Schirrmeister, seinem Kraftfahrer und dem Pkw wurden jedoch nicht wieder in die Kompaniefeldwebeltrupps eingegliedert, auch nicht in die Kompanieführungsgruppe, sondern blieben wie zuvor als Teileinheit direkt dem Einheitsführer unterstellt.
- Die Dienstposten der Stabsdienstunteroffiziere/Kraftfahrer (Fachunteroffizier) in den Kompanietrupps wurden auf Mannschaftsdienstgrade heruntergestuft. Die Personalunteroffiziere dagegen hatten eine qualifikationsnahe Tätigkeit und konnten Fachunteroffiziere bleiben.

Zwei weitere Maßnahmen im Zuge der Transformation der Bundeswehr wirkten sich in den Jahren 2009/2010 zusätzlich auf die Kompaniefeldwebeltrupps aus:
- die Anhebung der Dienstposten der Kompaniefeldwebel zum Oberstabsfeldwebel (A9MZ) und
- das Einbringen eines zusätzlichen Personalfeldwebels (Feldwebel des allgemeinen Fachdienstes), geschuldet dem neuen SASPF-basierten Personalwirtschaftssystem und dem Datenschutz.

Der Kompaniefeldwebeltrupp einer nicht-selbständigen, also verbandsangehörigen Einheit bestand daher typischerweise aus fünf Soldaten:
- dem Kompaniefeldwebel (Feldwebel des Truppendienstes)
- dem Personalfeldwebel (Feldwebel des allgemeinen Fachdienstes)
- dem Personalunteroffizier (Fachunteroffizier), zugleich Kraftfahrer des Lkws für das Gepäck der Soldaten
- dem Stabsdienstsoldaten, zugleich Kraftfahrer des Fahrzeugs des Kompaniefeldwebels (vormals Fachunteroffizier)
- dem Stabdsienstsoldaten (Kompensation Wegfall Rechnungsführer)

### Neuausrichtung der Bundeswehr (ab 2011)
Mit der Neuausrichtung der Bundeswehr wurde ab 2011 zunächst die Führungsorganisation der Bundeswehr verändert und dann die weiteren Anpassungen auf den Führungsebenen Schritt für Schritt von oben nach unten vorgenommen, so dass die Veränderungen auf der Einheitsebene eigentlich erst Ende 2013/2014 griffen. Zudem wurden fast alle selbstständigen Einheiten der Pioniere und Aufklärer in Bataillonen zusammengefasst (Ausnahmen: Luftlandebrigade 1 und die Panzerpionierkompanie 550 der Deutsch-Französischen Brigade). Verbunden mit dem Wegfall der Wehrpflicht und Auflösung von Truppengattungen bzw. Abgaben an andere Organisationsbereiche war auch eine drastische Reduzierung des Heeres; dies ermöglichte aber auch eine Anpassung der Einheiten an die Anforderungen bzw. Gefahren in Auslandseinsätzen:
- Einbringen eines zusätzlichen Stabsdienstsoldaten in den Kompaniefeldwebeltrupp
- Einbringen eines zusätzlichen Materialbewirtschaftungsunteroffiziers (Fachunteroffizier) in den Versorgungstrupp
- Einplanung eines Geschützten Führungs- und Funktionsfahrzeuges (GFF) für den Kompaniefeldwebel, damit er bei Versorgungsfahrten bzw. Personentransporten zur Truppe ausreichend Schutz genießt. Das Fahrzeug ist abhängig von der Truppengattung, um der Truppe auch folgen zu können: luftlandefähige MUNGOs für Luftlandetruppen, Überschneefahrzeuge BV206S für Gebirgstruppen, Radfahrzeuge EAGLE IV für Andere. Gleiches gilt übrigens auch für den Technischen Trupp (Schirrmeister).
- Einplanung von Geschützten Transportfahrzeugen (GTF) als Lkws für das Gepäck der Soldaten im Kompaniefeldwebeltrupp. Gleiches gilt auch für andere Lkws in den Kompanieführungs- bzw. Versorgungsgruppen.